# Czkaduaszi
Czkaduaszi (gruz. ჭკადუაში) – wieś w Gruzji, w regionie Megrelia-Górna Swanetia, w gminie Zugdidi. W 2014 roku liczyła 1470 mieszkańców.

## Urodzeni
- Nodari Czitanawa